# Стіллвотер (Міннесота)
Стіллвотер (англ. Stillwater) — місто (англ. city) в США, в окрузі Вашингтон штату Міннесота. Населення — 19 394 особи (2020).

## Географія
Стіллвотер розташований за координатами 45°3′31″ пн. ш. 92°49′49″ зх. д. / 45.05861° пн. ш. 92.83028° зх. д. (45.058606, -92.830407). За даними Бюро перепису населення США в 2010 році місто мало площу 20,68 км², з яких 18,04 км² — суходіл та 2,64 км² — водойми. В 2017 році площа становила 23,51 км², з яких 20,85 км² — суходіл та 2,66 км² — водойми.

## Демографія
Згідно з переписом 2010 року, у місті мешкало 18 225 осіб у 7075 домогосподарствах у складі 4885 родин. Густота населення становила 881 особа/км². Було 7576 помешкань (366/км²).
Расовий склад населення:
| - 95,1 % — білих - 1,1 % — азіатів - 1,0 % — чорних або афроамериканців - 0,4 % — корінних американців |

До двох чи більше рас належало 1,8 %. Частка іспаномовних становила 1,9 % від усіх жителів.
За віковим діапазоном населення розподілялося таким чином: 26,5 % — особи молодші 18 років, 60,7 % — особи у віці 18—64 років, 12,8 % — особи у віці 65 років та старші. Медіана віку мешканця становила 40,0 року. На 100 осіб жіночої статі у місті припадало 94,1 чоловіків; на 100 жінок у віці від 18 років та старших — 91,0 чоловіків також старших 18 років.
Середній дохід на одне домашнє господарство становив 95 242 долари США (медіана — 76 970), а середній дохід на одну сім'ю — 107 420 доларів (медіана — 91 568). Медіана доходів становила 64 937 доларів для чоловіків та 54 583 долари для жінок. За межею бідності перебувало 6,6 % осіб, у тому числі 8,3 % дітей у віці до 18 років та 3,9 % осіб у віці 65 років та старших.
Цивільне працевлаштоване населення становило 9590 осіб. Основні галузі зайнятості: освіта, охорона здоров'я та соціальна допомога — 23,0 %, виробництво — 14,7 %, роздрібна торгівля — 10,9 %, науковці, спеціалісти, менеджери — 9,8 %.

## Уродженці
- Скай Лопес (* 1975) — американська порноакторка та режисерка.